# Kusunoki Point
Der Kusunoki Point ist eine Landspitze an der Westküste der Renaud-Insel im Archipel der Biscoe-Inseln vor der Westküste des westantarktischen Grahamlands. Sie liegt nahe dem nördlichen Ende der Insel und stellt die nördliche Begrenzung der Einfahrt zur Laxon Bay dar.
Luftaufnahmen der Hunting Aerosurveys Ltd. aus den Jahren von 1956 bis 1957 dienten ihrer Kartierung. Das UK Antarctic Place-Names Committee benannte sie 1959 nach Kou Kusunoki (* 1921), einem japanischen Experten zu Meereis von der Universität Hokkaidō, der ab 1966 im Nationalen Polarforschungsinstitut Japans tätig war.